# Trebnje
Trebnje (prononcé [ˈtɾeːbnjɛ]) est une commune située dans la région de la Basse-Carniole au sud-est de la Slovénie.

## Géographie
La commune est localisée à environ 50 km de la capitale Ljubljana dans le sud-est de la Slovénie. La superficie de la commune est de 317,1 km2. La zone est composée de collines recouvertes de forêts et de vignobles. Ces collines constituent la partie septentrionale des Alpes dinariques. La région est traversée par les rivières Temenica, Mirna et Radulja.

### Villages
Arčelca, Artmanja vas, Babna Gora, Belšinja vas, Benečija, Bič, Blato, Breza, Brezovica pri Mirni, Cesta, Cirnik, Debenec, Dečja vas, Dobrava, Dobravica pri Velikem Gabru, Dobrnič, Dol pri Trebnjem, Dolenja Dobrava, Dolenja Nemška vas, Dolenja vas pri Čatežu, Dolenje Kamenje pri Dobrniču, Dolenje Medvedje Selo, Dolenje Ponikve, Dolenje Selce, Dolenji Podboršt pri Trebnjem, Dolenji Podšumberk, Dolenji Vrh, Dolga Njiva pri Šentlovren, Dolnje Prapreče, Čatež, Češnjevek, Glinek, Goljek, Gombišče, Gomila, Gorenja Dobrava, Gorenja Nemška vas, Gorenja vas pri Čatežu, Gorenja vas pri Mirni, Gorenja vas, Gorenje Kamenje pri Dobrniču, Gorenje Medvedje selo, Gorenje Ponikve, Gorenje Selce, Gorenji Podboršt pri Veliki Loki, Gorenji Podšumberk, Gorenji Vrh pri Dobrniču, Gornje Prapreče, Gradišče pri Trebnjem, Grič pri Trebnjem, Grm, Grmada, Hudeje, Iglenik pri Veliki Loki, Jezero, Kamni Potok, Knežja vas, Korenitka, Korita, Kriška Reber, Križ, Krtina, Krušni Vrh, Kukenberk, Lipnik, Lisec, Log pri Žužemberku, Lokve pri Dobrniču, Lukovek, Luža, Mačji Dol, Mačkovec, Mala Loka, Mala Ševnica, Male Dole pri Stehanji vasi, Mali Gaber, Mali Videm, Martinja vas, Medvedjek, Meglenik, Migolica, Migolska Gora, Mirna, Mrzla Luža, Muhabran, Občine, Odrga, Orlaka, Pekel, Pluska, Podlisec, Potok, Praprotnica, Preska pri Dobrniču, Primštal, Pristavica pri Velikem Gabru, Račje selo, Ravne, Razbore, Rdeči Kal, Repče, Replje, Reva, Rihpovec, Rodine pri Trebnjem, Roje pri Čatežu, Roženpelj, Rožni Vrh, Sajenice, Sejenice, Sela pri Šumberku, Selo pri Mirni, Selska Gora, Stan, Stara Gora, Stehanja vas, Stranje pri Dobrniču, Stranje pri Velikem Gabru, Studenec, Svetinja, Šahovec, Šentlovrenc, Ševnica, Škovec, Škrjanče, Šmaver, Štefan pri Trebnjem, Trbinc, Trebanjski Vrh, Trebnje, Trnje, Vavpča vas pri Dobrniču, Velika Loka, Velika Ševnica, Velike Dole, Veliki Gaber, Veliki Videm, Volčja Jama, Volčje Njive, Vrbovec, Vrhovo pri Šentlovrencu, Vrhtrebnje, Vrtače, Zabrdje, Zagorica pri Dobrniču, Zagorica pri Čatežu, Zagorica pri Velikem Gabru, Zagorica, Zavrh, Zidani Most, Žabjek, Železno et Žubina.

## Démographie
Entre 1999 et 2006, la population de la commune a légèrement augmenté avec une population proche de 19 000 habitants. En 2007, la population est retombée à environ 14 000 habitants à la suite d'une réorganisation du territoire de la commune. Cette réorganisation a ainsi vu la création de la commune de Šentrupert. Sur la période 2007 - 2021, la population de Trebnje a oscillé entre 12 000 et 14 000 habitants.
Évolution démographique
| 1999   | 2000   | 2001   | 2002   | 2003   | 2004   | 2005   | 2006   | 2007   |
| ------ | ------ | ------ | ------ | ------ | ------ | ------ | ------ | ------ |
| 18 227 | 18 290 | 18 387 | 18 524 | 18 670 | 18 700 | 18 814 | 19 005 | 13 909 |
| 2008   | 2009   | 2010   | 2011   | 2012   | 2013   | 2014   | 2015   | 2016   |
| 14 350 | 14 371 | 14 629 | 14 620 | 12 001 | 12 075 | 12 063 | 12 181 | 12 354 |
| 2017   | 2018   | 2019   | 2020   | 2021   |        |        |        |        |
| 12 522 | 12 662 | 12 903 | 13 133 | 13 310 |        |        |        |        |

## Sport
- Rokometni klub Trebnje, club de handball

## Personnages importants
- Alojzij Šuštar, prélat
- Lojze Peterle, politicien
- Pavel Golia
- Minka Govekar, féministe
- Friderik Baraga, missionnaire en Amérique du Nord puis évêque.